# Fraizer Campbell
Fraizer Lee Campbell (* 13. září 1987) je anglický fotbalista, který hraje jako útočník. Naposledy hrál za Huddersfield Town. Hrál také za Manchester United, Royal Antwerp, Hull City, Tottenham Hotspur, Sunderland, Cardiff City a Crystal Palace.

## Klubová kariéra
V sezóně 2006/2007 odehrál 4 utkání za Manchester United. Byl poslán na hostování do belgickém Royal Antwerp, za který vstřelil 24 gólů ve 38 zápasech. Byl také na hostování v Hull City a Tottenhamu. Na začátku sezóny 2009/2010 přestoupil do Sunderlandu za 3,5 milionu liber. V lednu 2013 přestoupil do Cardiffu a o 18 měsíců později do Crystal Palace.  Z Crystal Palace přestoupil do Hull City a o dva roky později se do Huddersfield Town.

## Reprezentační kariéra
Campbell reprezentoval Anglii v reprezentacích od 16 do 21 let a v roce 2012 odehrál jeden zápas za seniorský tým.